# Teodoto di Chio
Teodoto (in greco antico: Θεόδοτος?, Theódotos; Chio, ... – 43-42 a.C.) è stato un retore greco antico attivo nell'Egitto tolemaico sotto Tolomeo XII e Tolomeo XIII.

## Biografia
Teodoto nacque a Chio (o Samo secondo Appiano di Alessandria) e andò in Egitto come tutore di retorica del principe Tolomeo, figlio di Tolomeo XII Aulete. Fu lui a convincere il sovrano a uccidere il generale romano Gneo Pompeo Magno nel settembre del 48 a.C. per cercare di guadagnare il favore del suo nemico Gaio Giulio Cesare, ottenendo però solo l'ira di quest'ultimo. Durante la guerra civile alessandrina (48-47 a.C.) fuggì in Asia, dove morì tra il 43 e il 42 a.C. per mano del cesaricida in fuga Marco Giunio Bruto (per Appiano venne fatto crocifiggere da Gaio Cassio Longino).

## Teodoto nella cultura
Teodoto appare nell'opera teatrale Cesare e Cleopatra (scritto nel 1898 e pubblicato nel 1901) di George Bernard Shaw e nell'omonimo adattamento cinematografico (1945) è interpretato da Ernest Thesiger. Nel film colossal Cleopatra (1963) Teodoto è interpretato da Herbert Berghof, mentre nella miniserie del 1983 The Cleopatras da Graham Crowden. Nella serie tv Roma, prodotta da HBO, BBC e Rai Fiction dal 2005 al 2007 appare nell'episodio Cesarione (stagione 1, episodio 8) ed è interpretato dall'attore David de Keyser.